# Corollospora armoricana
Corollospora armoricana är en svampart som beskrevs av Kohlm. & Volkm.-Kohlm. 1989. Corollospora armoricana ingår i släktet Corollospora och familjen Halosphaeriaceae.   Inga underarter finns listade i Catalogue of Life.